# Сащин Іван Антонович
Іван Антонович Сащин (1915, тепер Долинського району Івано-Франківської області — ?) — український радянський діяч, новатор виробництва, начальник Людвиківського лісопункту Вигодського лісокомбінату Калуського (потім — Долинського) району Івано-Франківської області. Депутат Верховної Ради УРСР 6-го скликання.

## Біографія
Народився в селянській родині. Працював лісорубом британської акціонерної фірми «Сільвінія» біля села Вигоди на Станіславщині.
З кінця 1940-х років — лісоруб Вигодського лісокомбінату Долинського району Станіславської (Івано-Франківської) області.
З 1950-х років — начальник Людвиківського лісопункту Вигодського лісокомбінату Калуського (потім — Долинського) району Івано-Франківської області.
Член КПРС.

## Нагороди
- орден Трудового Червоного Прапора
- медалі